# باری مایر
باری مایر (انگلیسی: Barrie Meyer; ۲۱ اوت ۱۹۳۲ – ۱۳ سپتامبر ۲۰۱۵) بازیکن کریکت، و بازیکن فوتبال اهل بریتانیا بود.
از باشگاه‌هایی که در آن بازی کرده‌است می‌توان به باشگاه فوتبال بریستول راورز، باشگاه فوتبال بریستول سیتی، باشگاه فوتبال هرفورد یونایتد، و باشگاه فوتبال نیوپورت کانتی اشاره کرد.